# 923 Герлюґа
923 Герлюґа (923 Herluga) — астероїд головного поясу, відкритий 30 вересня 1919 року.
Тіссеранів параметр щодо Юпітера — 3,336.